# Стеван Израиловски
Стеван Израиловски (на македонска литературна норма: Стеван Израиловски; на сръбски: Стеван Израиловски или Stevan Izrailovski) е балетист от Сърбия.

## Биография
Роден е на 1 август 1929 година в гостиварското село Стенче, тогава в Кралството на сърби, хървати и словенци. Основно образование до четвърти клас завършва в родното си село. Със стипендия на Съвета за образование и култура на Новосадския срез учи в училище Садлърс Уелс в Лондон от 1 септември 1955 година до 31 юли 1956 година. В 1949 година започва актьорска кариера в Художествения ансамбъл на Централния дом на Югославската народна армия. Започва работа в Сръбския народен театър в Нови Сад на 1 октомври 1951 година. Първата му солова роля е на Кума в „Охридска легенда“. На 1 октомври 1953 година става солист. От 15 август 1960 година една година играе в Мюнстер, Германия. От 1 септември 1961 година отново е в Сръбския народен театър. От 15 август 1963 година отново играе в чужбина.
Израиловски се отличава с красива фигура, чисти линии и солидна класическа техника. Сценичният му израз е непосредствен и е успешен интерпретатор на лиричните роли на класическия балетен репертоар.
Известни роли на Израиловски са Тибалд, Ромео в „Ромео и Жулиета“ на Уилям Шекспир, Дивакът в „Раймонда“ на Александър Глазунов, Франц в „Копелия“ на Лео Делиб, Дон Жуан в „Дон Жуан“ на Кристоф Глук, Фавънът в „Следобедът на един фавън“ на Клод Дебюси, Половец в „Половецки танци“ на Алаксандар Бородин, Бено и Зигфрид в „Лебедово езеро“ на Пьотър Чайковски, Вацлав в „Бахчисарайски фонтан“ на Борис Асафиев, Руса птица в „Спящата красавица“ на Пьотър Чайковски, Grand pas de deux в „Дон Кихот“ на Лудвиг Минкус.